# Винтоняк, Елена Васильевна
Елена Васильевна Винтоняк (укр. Олена Василівна Вінтоняк; род. 29 марта 1979 года, Коломыя, Ивано-Франковская область) — украинский юрисконсульт, политик.
Народный депутат Украины IX созыва.

## Биография
Окончила юридический факультет Прикарпатского национального университета имени Василия Стефаника.
Винтоняк является участником общественной организации «Гражданский актив Ивано-Франковска».
Она была представителем предвыборного штаба кандидата на пост Президента Украины Владимира Зеленского на выборах 2019 года в Ивано-Франковске.

## Политическая деятельность
Кандидат в народные депутаты от партии «Слуга народа» на парламентских выборах 2019 года, № 117 в списке. На время выборов: юрисконсульт ФЛП «Мулык Роман Миронович», член партии «Слуга народа». Проживает в Ивано-Франковске.
Член Комитета Верховной Рады по вопросам интеграции Украины с Европейским Союзом, председатель подкомитета по вопросам регионального и трансграничного сотрудничества между Украиной и странами-членами ЕС.
Член Постоянной делегации Верховной Рады Украины в Парламентской ассамблее ЕС — Восточные соседи (ПА Евронест).
Председатель Ивано-Франковской областной организации партии «Слуга народа».